# Ткибули
Ткибули (на грузински: ტყიბული) е град в централна Грузия, в област Имеретия, административен център на район Ткибули.
Градът е разположен на югозападните склонове на хребета Рача. Свързан е с железопътна линия със станция Риони през Кутаиси.
През 1845 година край града са открити въглищни находища, но сериозната им експлоатация започва едва след 1887 година. Качеството на въглищата е посредствено. В селището са изградена обогатителна фабрика и брикетен завод, които са основният доставчик на въглища за Руставския металургичен завод. Работят фабрика за преработка на чай, месокомбинат, предприятие за производство на строителни материали и дървообработваща фабрика.